# モプティ州
モプティ州（モプティしゅう、フランス語: Région de Mopti）は、マリ共和国の州。人口は約94万人（2022年国勢調査）、面積は2万6550 km2である。州都はモプティ。

## 歴史
モプティ州のある地域は1820年にマシーナ帝国の支配下に入り、その後トゥクロール帝国の版図に加えられた。19世紀末にはフランス領となった。1960年6月7日、モプティ州が創設された。2023年2月22日、州東部のドゥエンツァ圏がドゥエンツァ州として、バンディアガラ圏とコロ圏とバンカス圏がバンディアガラ州として分離し、面積が縮小した。
この地域は2012年以来マリ北部紛争に巻き込まれ、「マシナ解放戦線」を含むさまざまな集団が活動する。2016年から2017年にかけてドゴン族の民兵組織「ダ・ナ・アンバサゴウ」（フランス語: Da Na Ambassagou）がドゴン高原地域を占拠した。

## 地理

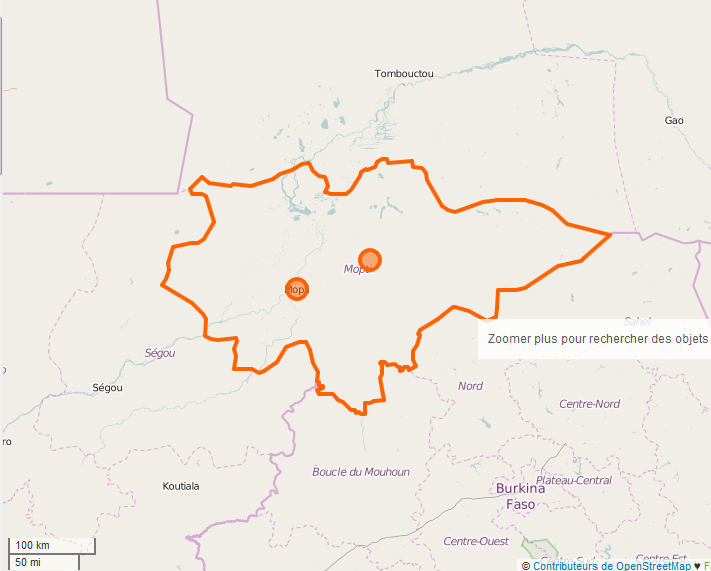
2023年以前の

マリ中央部に位置し、北をトンブクトゥ州、東をドゥエンツァ州とバンディアガラ州、南をサン州、西をセグー州と接する。
ニジェール川が州の中央部を貫流しており、最大の支流であるバニ川（Bani）が州都モプティでニジェール川と合流する。セグーとクリコロの地域とともに州中央部は広大な内陸デルタ地帯となっている。気候的には、モプティ州は全域がサヘルに属する。
2023年以前はブルキナファソと国境を接し、バンディアガラの断崖やバンカスの平原（Bankass、マリ最高峰である標高1153mのオンボリ山を擁していたが、それぞれドゥエンツァ州とバンディアガラ州に移管された。
2023年以前はモプティ地域には7ヵ所に密林があり、総面積は8646 ha。また自然保護区としてはニジェール川沿いのグルマ・マリにドゥエンツァ・ゾウ特別保護区、加えてラムサール条約登録湿地としてワラド・デボとセリ平原の2ヵ所があった。
主要都市はモプティに加えてセヴァレ、ジェンネ、ユーワルー。

## 住民
住民はフラニ人（主に遊牧）、ドゴン人（主に農家）、ボゾ人（主に漁師）が多い。他の民族はバンバラ人、ソンガイ人、トゥアレグ、ムーア人が暮らす。州東部にはバンディアガラの断崖があり、ドゴン人が多く住む。
人口の推移は1998年以来203万7330人に達した2009年まで38%増加し、全国の年間平均増加率は3.0%に相当する。ドゥエンツァ圏の人口増加が最も著しく（+59%）、ともに40%増のモプティ圏とバンディアガラ圏が続く。2023年にドゥエンツァ圏とバンディアガラ圏が分離したことで、人口は100万人を下回る94万人まで減少した。

## 文化
民族が調和して暮らす文化のるつぼであり、公用語のフランス語とアラビア語に加えて使われる言語にボソ語、ドゴン語、フラニ語、タマシェク語、ムーア語、ソンガイ語、バンガラ語がある。
ジェンネ市街は、ユネスコ世界遺産の一覧に登録された。

## 交通機関

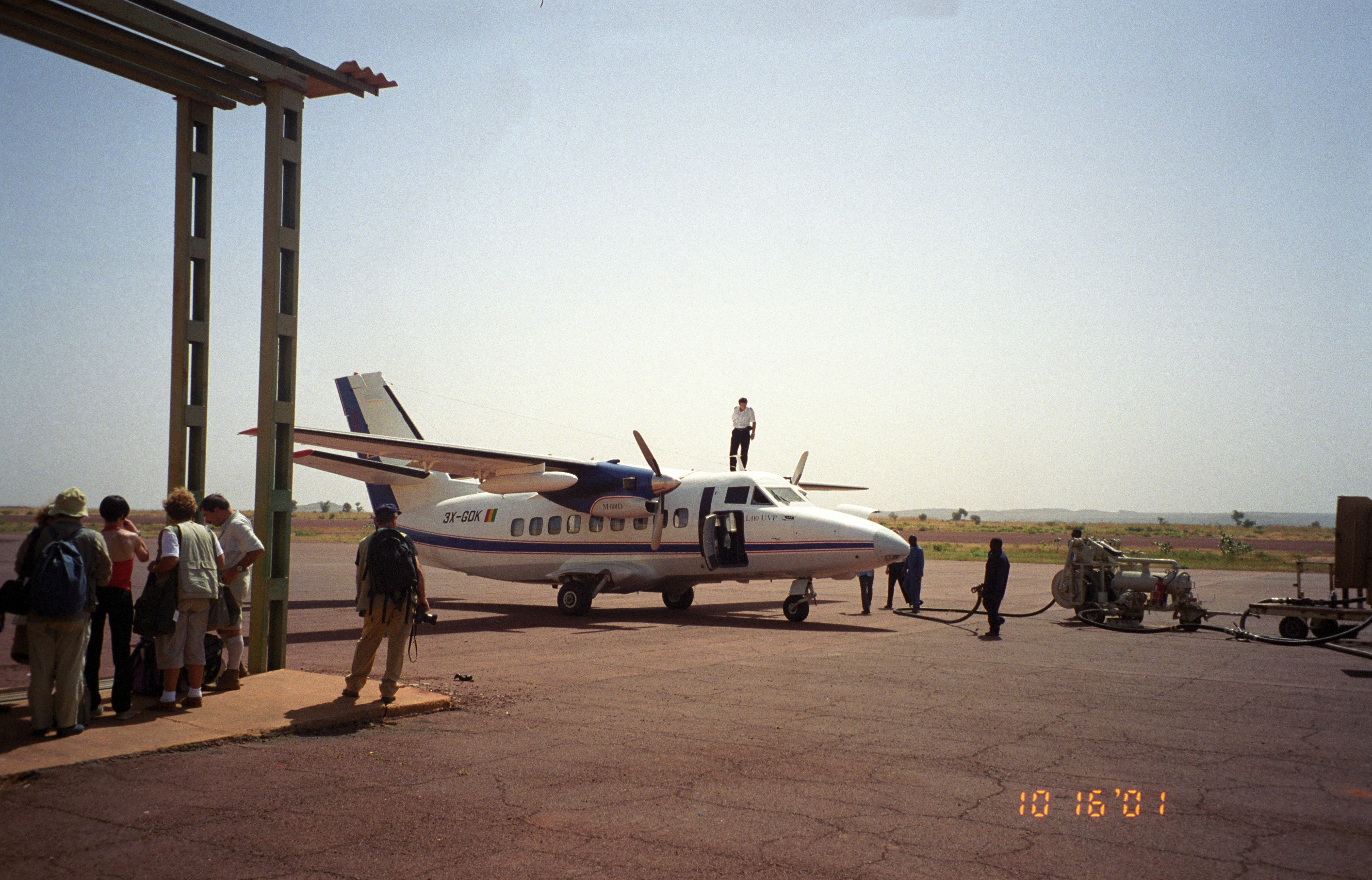
モプティ・セヴァレ空港（モプティ）

モプティには空港がある。交通の大動脈ニジェール川に開いた川港は物流のハブであり、増水期には西のクリコロやセグー、東のトンブクトゥやガオまで船が就航する。

## 産業
この地域は灌漑農業が盛んで、ニジェール川の漁業や内陸デルタの稲作も行われている。
観光地としては、世界遺産であるジェンネの泥のモスクなどがあり、世界中から観光客が訪れる。

## 行政区画

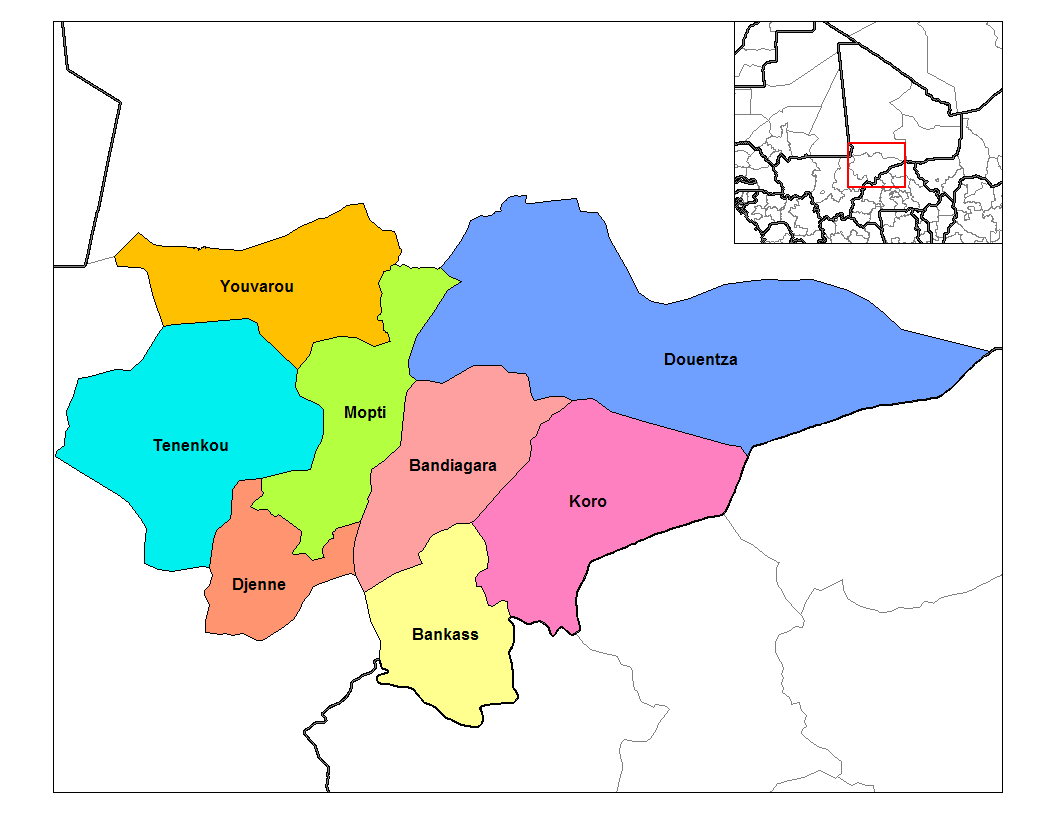
2023年以前のモプティ州の圏。上段左と右：ユーワルー圏、ドゥエンツァ圏。中段左から：テネンクー圏、モプティ圏、バンディアガラ圏、コロ圏。下段左と右：ジェンネ圏、バンカス圏。

2023年2月以降、モプティ州は8つの圏（Circle）に分かれている。圏の下は34郡、50コミューン、785村・フラクスィオン・カルティエの順に細分化されている。
1. モプティ圏（Mopti）
2. ジェンネ圏（Djenné）
3. テネンクー圏（Ténenkou）
4. ユーワルー圏（Youwarou）
5. コンナ圏（Konna）
6. コリヤンゼ圏（Korientzé）
7. ソファラ圏（Sofara）
8. トゴレ＝クンベ圏（Toguéré-Coumbé）

2023年以前は以下の8圏に分かれていた。
1. バンディアガラ圏 --- バンディアガラ
2. バンカス圏 --- バンカス（英語版）
3. ジェンネ圏 --- ジェンネ
4. ドゥエンツァ圏 --- ドゥエンツァ、オンボリ（英語版）
5. コロ圏 --- コロ（英語版）
6. モプティ圏 --- モプティ、セーヴァレー（英語版）、コンナ（英語版）
7. テネンクー圏 --- テネンクー（英語版）
8. ユーワルー圏 --- ユーワルー（英語版）

### 分散型協定
州政府はフランス本土のイル＝エ＝ヴィレーヌ県議会と1984以来、行政に関する提携関係を維持してきた。サントル＝ヴァル・ド・ロワール地域圏（フランス）とは2005に分散型提携協定を取り交わし、その一環の協力事業として「ロワール川-ニジェール川プロジェクト」を立ち上げた。

## ギャラリー

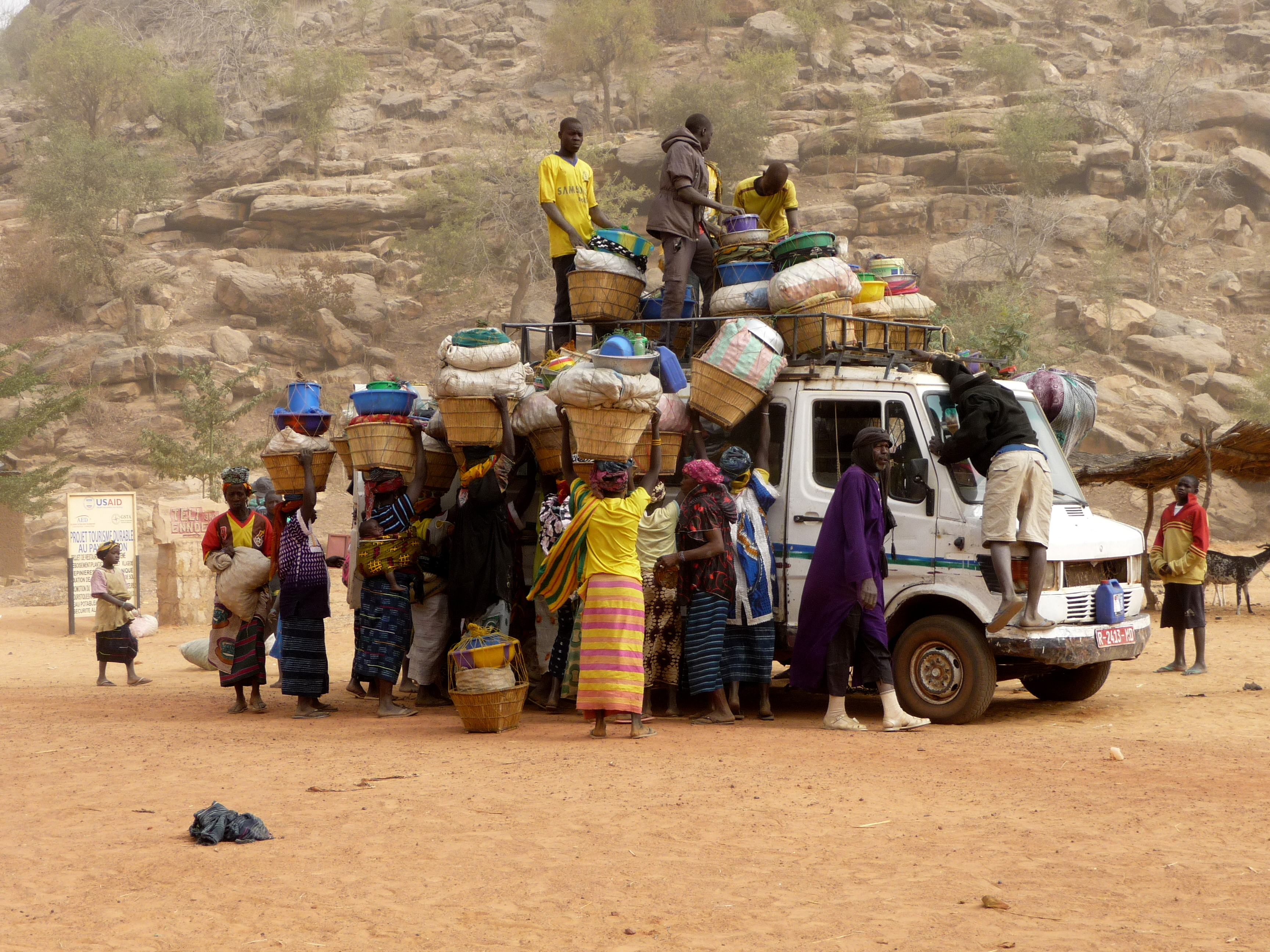
カニ・コンボレの女性たち。かごを抱えて市場へ向かう。
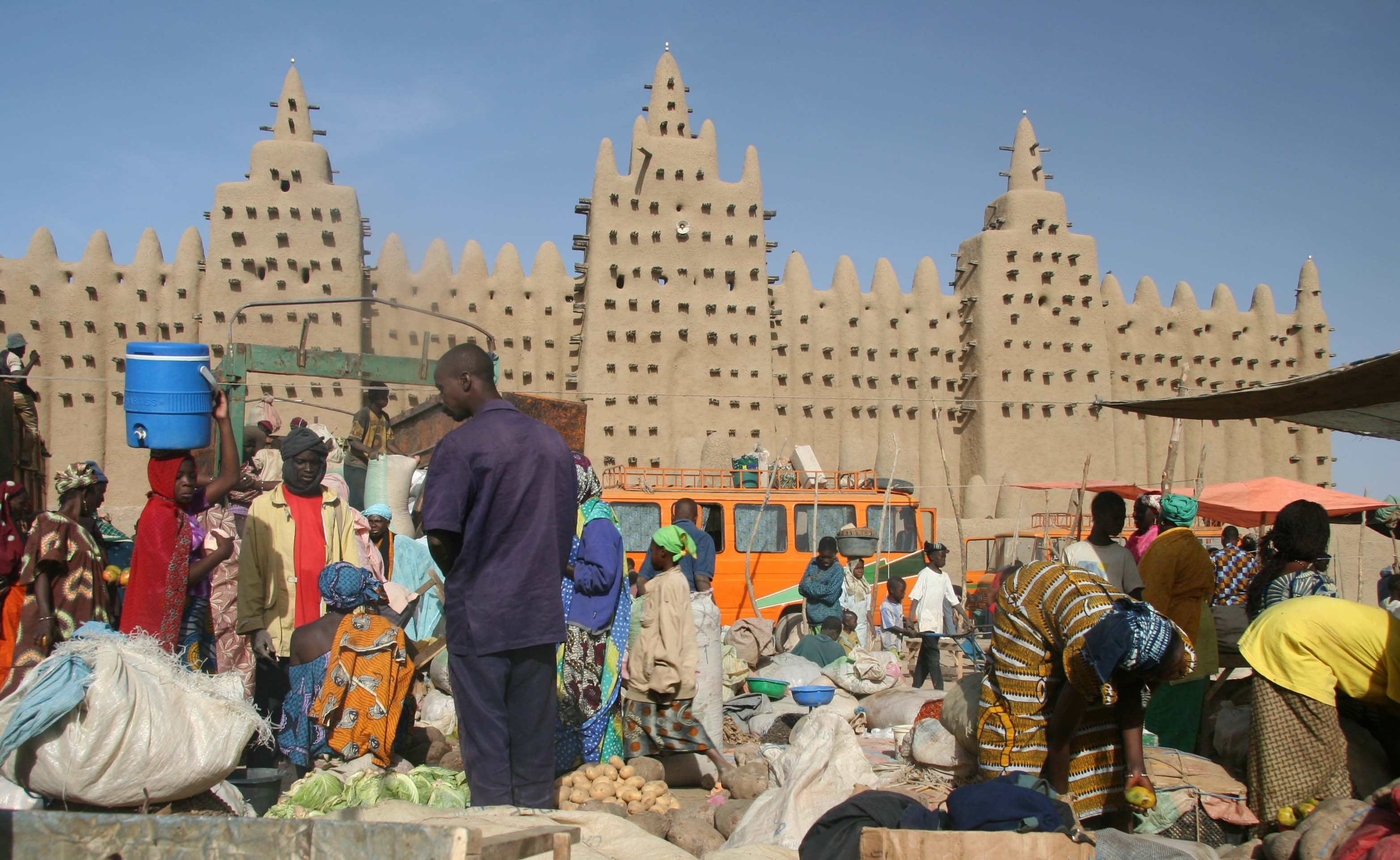
ジェンネの大モスク

### 注
1. ↑  一般人口および住宅、2009年国勢調査の暫定結果。